# Isolasia biramata
Isolasia biramata är en fjärilsart som beskrevs av W. Warren 1912. Isolasia biramata ingår i släktet Isolasia och familjen nattflyn. Inga underarter finns listade i Catalogue of Life.